# Nötholm, Iniö
Nötholm är en ö i Finland. Den ligger i Iniö kommunen Pargas i landskapet Egentliga Finland, i den sydvästra delen av landet, 200 km väster om huvudstaden Helsingfors. Nötholm är sammanväxt med den intilliggande ön Furuholm.